# 엔리코 체케티

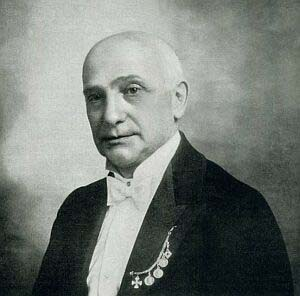

엔리코 체케티(Enrico Cecchetti, 1850-1928)는 발레의 기법을 완성시킨 무용수이다.

## 생애
이탈리아의 로마에서 태어나 카를로 블라시스의 2대(二代) 제자로서 그 정통(正統)을 전하고 교사로서 오랫동안 러시아에 머물러 명 무용수의 육성에 크게 공헌한 거장이다. 그가 완성시킨 기법은 특히 '체케티 메서드(Cecchetti method)'라고 하여 오늘날에도 발레의 지침이 되고 있다.